# PFN2
PFN2‏ (Profilin 2) هوَ بروتين يُشَفر بواسطة جين PFN2 في الإنسان.